# ムーラン・ルージュ (ミュージカル)
ムーラン・ルージュ! ザ・ミュージカル Moulin Rouge! The Musical はジョン・ローガン脚本のジュークボックス・ミュージカルである。バズ・ラーマン監督の2001年の同名の映画に基づいている。 2018年7月10日よりボストンのコロニアル劇場でワールド・プレミア公演。ブロードウェイのアル・ハーシュフェルド劇場にて、2019年6月28日からプレビュー開演、オープニングは2019年7月25日。

## 背景
2002年から2003年にかけて、ラスベガスで『ムーラン・ルージュ』を基にした舞台の可能性が取りざたされたが、その後数年間は公に語られることは無かった。いくつかの情報筋が2006年にバズ・ラーマン監督が映画の主演であるニコール・キッドマンとユアン・マクレガーに舞台版の可能性を打診したと主張した。
2016年に、Global Creatures社によりアレックス・ティンバースの演出で舞台版の制作が始まると発表された。
2017年に行なわれたディベロッピング・ラボでは、 アーロン・トヴェイトとカレン・オリヴォが主演を務めた。このラボは10月30日から12月15日まで行われた。
2018年4月4日、ボストン ・エマーソンコロニアル劇場におけるワールドプレミア公演のキャストが発表された。ラボに引き続きアーロン・トヴェイトとカレン・オリヴォが主演のクリスチャンとサティーンを務めた。

## 概要
ムーラン・ルージュ!は20世紀初頭のベルエポック期のフランス、パリのモンマルトル地区を舞台にしている。このミュージカルは、ムーラン・ルージュのスターであるキャバレーの女優サティーンと恋に落ちた若い作曲家クリスチャンの物語を描いている。映画と同様に、このミュージカルの楽譜はオリジナル曲とヒット曲を織り交ぜたもので、映画が公開されてから17年の間に作曲された曲も含まれている。

## プロダクション

### ボストン(2018)
ムーラン・ルージュのワールドプレミア公演は、ボストンのエマーソン・コロニアル劇場で、2018年7月10日にプレビュー開幕、2018年8月19日までの44公演行われた。 7月29日にコロニアル劇場オープニングガラ、8月3日がオフィシャル・オープニング公演となった。当初2018年6月27日に開幕し、7月22日にオープニング、2018年8月5日までの36公演を行う予定だったが、6月10日に2018年8月19日までの延長、16公演の追加が発表された。しかしリハーサル期間中に劇場の構造上の問題が見つかりプレビュー初日を7月10日に延期した。

### ブロードウェイ(2019)
2018年11月19日、ムーラン・ルージュがブロードウェイのアル・ハーシュフェルド劇場でオープンすると発表された。プレビューは2019年6月28日に開幕、オープニングナイトは7月25日。 8ヶ月の公演の後、2020年3月12日よりCOVID-19によるブロードウェイ 閉鎖のため休演。2021年9月24日に再オープン。

### 米国ツアー(2022)
2019年9月19日、シカゴのジェームズ・ネダーランダー・シアターで2020年12月から10週間の公演を行うと発表された。このツアーは2020年11月にニューオリンズのセンガー劇場 でのトライアウトから始まり、サンフランシスコのオルフェルム劇場でも公演が行われる予定だった。
上記の予定はCovid-19の影響により変更された。2020年12月16日、シカゴのジェームズ・ネダーランダー・シアターで2022年2月26日から4月24日までの公演が発表された。オフィシャル・オープニング日は2022年3月11日。

### ウェストエンド(2021)
2021年3月にロンドンのピカデリー劇場でのデビューが予定されていたが、Covid-19の影響により2021年の秋に修正された。詳細な日程とキャストは後日発表。

### メルボルン(2021)
2019年7月28日、グローバルクリーチャー社のプロデューサーCarmen Pavlovicはこのミュージカルのインターナショナルプレミア公演を2021年にオーストラリア、メルボルンのリージェント・シアターで行うと発表した。2020年12月1日に、2021年8月のオープンが告知された。詳細な日程とキャストは後日発表。

### 日本(2023、2024)
2021年4月7日、2023年夏に帝国劇場にて上演されることが発表された。
2023年2月2日に全キャストが発表された。本公演のキャストは全キャストオーディションで選ばれた。なお、後述のキャスト一覧の通り、名前のついたメインキャラクターは全員Wキャストである。
2023年6月24日よりプレビュー公演、6月29日から8月31日まで本公演上演。本公演中の8月26日に全キャスト揃った舞台上で2024年夏の帝国劇場、秋の梅田芸術劇場メインホールでの再演が発表された。
2024年6月20日から8月7日まで帝国劇場で、9月14日から28日まで梅田芸術劇場メインホールにて2023年版と同キャストで再演。なお、東京公演は2025年2月を以て建て替えのため休館する帝国劇場のクロージング・ラインナップの演目のひとつとされた。

## キャスト
| キャラクター                           | ラボ (2017)                 | ボストン (2018)             | ブロードウェイ (2019)       | オーストラリア (2021)        | ウエストエンド (2021)          | USツアー (2021)          | 日本 (2023/ 2024)         |
| -------------------------------------- | --------------------------- | --------------------------- | --------------------------- | ---------------------------- | ------------------------------ | ------------------------ | ------------------------- |
| クリスチャン                           | アーロン・トヴェイト        | アーロン・トヴェイト        | アーロン・トヴェイト        | デ・フラナガン               | ジェイミー・ボギョ             | コナー・ライアン         | 井上芳雄 甲斐翔真         |
| サティーン                             | カレン・オリヴォ            | カレン・オリヴォ            | カレン・オリヴォ            | アリンタ・チジェイ           | リイシ・ラフォンテーヌ         | コートニー・リード       | 望海風斗 平原綾香         |
| ハロルド・ジドラー                     | エリック・アンダーソン      | ダニー・バースタイン        | ダニー・バースタイン        | サイモン・バーク             | クライヴ・カーター             | オースティン・デュラント | 橋本さとし 松村雄基       |
| モンロス公爵                           | タム・ムトゥ                | タム・ムトゥ                | タム・ムトゥ                | アンドリュー・クック         | サイモン・ベイリー             | デビッド・ハリス         | 伊礼彼方 K                |
| アンリ・ド・トゥールーズ＝ロートレック | サー・ンガウジャ            | サー・ンガウジャ            | サー・ンガウジャ            | ティモマティック             | ジェイソン・ペニーコーク       | アンドレ・ワード         | 上野哲也 上川一哉         |
| サンティアゴ                           | ジョエル・ペレス            | リッキー・ロハス            | リッキー・ロハス            | ライアン・ゴンザレス         | エリア・ロ・タウロ             | ゲイブ・マルチネス       | 中井智彦 中河内雅貴       |
| ニニ                                   | ロビン・ハーダー            | ロビン・ハーダー            | ロビン・ハーダー            | サマンサ・ドーデメイド       | ソフィー・カーメン・ジョーンズ | リビー・ロイド           | 加賀楓 藤森蓮華           |
| ラ・ショコラ                           | ジャクリーン Ｂ・アーノルド | ジャクリーン Ｂ・アーノルド | ジャクリーン Ｂ・アーノルド | ルーカ・エングウェニア       | ティミカ・ランセイ             | ハーパー・マイルス       | 菅谷真理恵 鈴木瑛美子     |
| アラビア                               | ホリー・ジェームス          | ホリー・ジェームス          | ホリー・ジェームス          | オリピア・バスケス           | ゾーイ・バーケット             | ニッキ・クラスペル       | 磯部杏莉 MARIA-E          |
| ベイビードール                         | ジェイ・マデュス            | ジェイ・マデュス            | ジェイ・マデュス            | クリストファー・J・ スカルゾ | ジョニー・ビショップ           | アンドレス・キンテロ     | 大音智海 シュート・チェン |

## ミュージカル・ナンバー

### 2018ボストン公演
| Act 1 - ムーランルージュへようこそ* (Lady Marmalade†（パティ・ラベル）/So Fresh, So Clean（アウトキャスト）/Money (That's What I Want)（ビートルズ）/Rhythm of the Night（デバージ）/Because We Can†（ファットボーイ・スリム）)" – ジドラー、ニニ、ラ・ショコラ、アラビア、ベイビードール、公爵、カンパニー - ボヘミアン アイディア Part 1* (The Sound of Music†（メリー・マーティン／ジュリー・アンドリュース『サウンド・オブ・ミュージック』）/I Don't Want To Wait（ポーラ・コール）/Every Breath You Take（ポリス）/Never Gonna Give You Up（リック・アストリー）) – クリスチャン - ボヘミアン アイディア Part 2* (Royals（ロード）/Children of the Revolution†（T・レックス）/We Are Young（Fun.）) – クリスチャン、トゥールース=ロートレック、サンティアゴ、カンパニー - サティーン登場* (Diamonds Are Forever（シャーリー・バッシー）/Diamonds Are a Girl's Best Friend†（キャロル・チャニング／マリリン・モンロー『紳士は金髪がお好き』）/Material Girl†（マドンナ）/Single Ladies (Put a Ring on It)（ビヨンセ）/Diamonds（リアーナ）) – サティーン、カンパニー - 「公爵」とダンス* (Shut Up And Dance（ウォーク・ザ・ムーン）/Raise Your Glass（ピンク）/I Wanna Dance with Somebody (Who Loves Me)（ホイットニー・ヒューストン）) – サティーン、クリスチャン、トゥールース=ロートレック、サンティアゴ、ジドラー - ムーランルージュの舞台裏* (Firework（ケイティ・ペリー）) – サティーン - 象の部屋* (Your Song（エルトン・ジョン）)† – クリスチャン、サティーン - プレゼンテーション (Spectacular Spectacular)* (Galop Infernal†（『天国と地獄』：オペレッタ『地獄のオルフェ』序曲第3部）) – カンパニー - すべてを求める* (Sympathy For The Devil/You Can't Always Get What You Want/Gimme Shelter) – 公爵、サティーン - トゥールースの物語* (Nature Boy（ナット・キング・コール／デヴィッド・ボウイ）)† – トゥールース=ロートレック、クリスチャン - 象の部屋* (Elephant Love Medley: All You Need is Love（ビートルズ）/Love is Just a Game/I Was Made for Loving You（キッス）/One More Night（フィル・コリンズ）/Pride (In the Name of Love)（U2）/Can't Help Falling In Love（エルヴィス・プレスリー）/Don't You Want Me（ヒューマン・リーグ）/Don't Speak（ノー・ダウト）/I Love You Always Forever（ドナ・ルイス）/It Ain't Me Babe（ボブ・ディラン）/Love Hurts（ナザレス）/Love is a Battlefield（パット・ベネター）/Play the Game（クィーン）/Torn（ナタリー・インブルーリア）/Take On Me（a-ha）/Fidelity（レジーナ・スペクター）/What's Love Got To Do with It（ティナ・ターナー）/Everlasting Love（ロバート・ナイト）/Up Where We Belong（ジョー・コッカー&ジェニファー・ウォーンズ『愛と青春の旅立ち』）/Heroes（デヴィッド・ボウイ）/I Will Always Love You（ドリー・パートン／ホイットニー・ヒューストン）)† – クリスチャン、サティーン | Act 2 - リハーサル* (Bad Romance（レディー・ガガ）/Tainted Love（グローリア・ジョーンズ）/Seven Nation Army（ザ・ホワイト・ストライプス）/Toxic（ブリトニー・スピアーズ）/Sweet Dreams (Are Made of This)（ユーリズミックス）) – サンティアゴ、ニニ、カンパニー - トゥールースのアトリエ* (Come What May)† – クリスチャン、サティーン - 公爵のプロポーズ* (Only Girl (In the World)（リアーナ）/Diamonds Are a Girl's Best Friend†（キャロル・チャニング／マリリン・モンロー『紳士は金髪がお好き』）/Material Girl†（マドンナ）) – 公爵、サティーン、カンパニー - ムーランルージュの舞台裏* (Shake It Out（フローレンス・アンド・ザ・マシーン）) – ジドラー、サティーン、ラ・ショコラ、アラビア、ベイビードール、カンパニー - 緑の妖精* (Chandelier（シーア）) – トゥールース=ロートレック、サンティアゴ、クリスチャン、カンパニー - パリの街路* (El Tango de Roxanne（ポリス）)† – クリスチャン - パリの街路 Part 2* (Crazy（ナールズ・バークレイ）/Rolling in the Deep（アデル）) – クリスチャン、サティーン - ショウ* (Your Song (Reprise)（エルトン・ジョン）) – サティーン、クリスチャン、カンパニー - 終局* (Come What May (Reprise)) – クリスチャン、カンパニー - "カーテンコール* (Lady Marmalade†（パティ・ラベル）/Hey Ya!（アウトキャスト）/Minnie the Moocher（キャブ・キャロウェイ）/Bad Romance（レディー・ガガ）/What's Love Got to Do with It（ティナ・ターナー）/Don't You Want Me（ヒューマン・リーグ）/Crazy（ナールズ・バークレイ）/Galop Infernal†（『天国と地獄』：オペレッタ『地獄のオルフェ』序曲第3部）/Shut Up And Dance) – カンパニー |

†印：2001年の映画より  *印：公式の場面タイトルは公表されていない。シーンやあらすじのポイントで提供

### オリジナル・ブロードウェイ・キャスト・アルバム
Moulin Rouge! The Musical (Original Broadway Cast Recording) は2019年8月30日にデジタル配信、10月25日にCD発売、12月13日にレコード発売。2019年11月10日、第62回グラミー賞ベストミュージカルシアター部門にノミネートされた。
| No. | タイトル                           | 歌手 | 時間 | カバー／サンプリング曲 |
| --- | ---------------------------------- | --- | ---- | --- |
| 1   | "Welcome to the Moulin Rouge!"     | ダニー・バースティン ジャクリーン・B・アーノルド ロビン・ハーダー ホリー・ジェームズ ジェイ・マデュス タム・ムトゥ アーロン・トヴェイト サー・ンガウジャ リッキー・ロハス | 7:40 | - Lady Marmalade - Because We Can - Minnie the Moocher - Galop Infernal - Hold Up - Magic Flute Overture - Amores Como el Nuestro - Mr. Big Stuff - So Fresh, So Clean - Money (That's What I Want) - Ride wit Me - Burning Down the House - Walk This Way - Where It's At - Let's Dance - My Lovin' (You're Never Gonna Get It) - Twist and Shout - You Spin Me Round (Like a Record)                                      |
| 2   | "Truth Beauty Freedom Love"        | サー・ンガウジャ リッキー・ロハス アーロン・トヴェイト | 2:54 | - Royals - Children of the Revolution - We Are Young |
| 3   | "The Sparkling Diamond"            | カレン・オリヴォ | 4:38 | - Diamonds Are Forever - Diamonds Are a Girl's Best Friend - Material Girl - Single Ladies (Put a Ring on It) - Brick House - My Lovin' (You're Never Gonna Get It) - Jungle Boogie - Diamonds |
| 4   | "Shut Up and Raise Your Glass"     | アーロン・トヴェイト カレン・オリヴォ サー・ンガウジャ リッキー・ロハス                                                                                                   | 2:42 | - Shut Up and Dance - Raise Your Glass - I Wanna Dance with Somebody (Who Loves Me) |
| 5   | "Firework"                         | カレン・オリヴォ | 2:43 | - Firework |
| 6   | "Your Song"                        | アーロン・トヴェイト カレン・オリヴォ | 3:09 | - Your Song |
| 7   | "So Exciting! (The Pitch Song)"    | タム・ムトゥ アーロン・トヴェイト カレン・オリヴォ ダニー・バースティン サー・ンガウジャ リッキー・ロハス                                                                 | 3:27 | - Milord - La Vie en rose - Habanera - Galop Infernal |
| 8   | "Sympathy for the Duke"            | タム・ムトゥ カレン・オリヴォ | 2:29 | - Sympathy for the Devil - You Can't Always Get What You Want - Gimme Shelter |
| 9   | "Nature Boy"                       | サー・ンガウジャ アーロン・トヴェイト | 2:39 | - Nature Boy |
| 10  | "Elephant Love Medley"             | アーロン・トヴェイト カレン・オリヴォ | 5:25 | - All You Need Is Love - Just One Night - Pride (In the Name of Love) - Play the Game - Love Hurts - Take on Me - It Ain't Me Babe - I Love You Always Forever - Love Is a Battlefield - Don't Speak - Children of the Revolution - Everlasting Love - What's Love Got to Do with It - Fidelity - Can't Help Falling in Love - Torn - Such Great Heights - Up Where We Belong - Heroes - Your Song - I Will Always Love You |
| 11  | "Backstage Romance"                | リッキー・ロハス ロビン・ハーダー | 5:22 | - Bad Romance - Tainted Love - Seven Nation Army - Toxic - Sweet Dreams |
| 12  | "Come What May"                    | アーロン・トヴェイト カレン・オリヴォ | 3:16 | - Come What May |
| 13  | "Only Girl in a Material World"    | タム・ムトゥ カレン・オリヴォ | 3:00 | - Only Girl (In the World) - Diamonds Are a Girl's Best Friend - Material Girl |
| 14  | "Chandelier"                       | ダニー・バースティン リッキー・ロハス サー・ンガウジャ アーロン・トヴェイト ジャクリーン・B・アーノルド ホリー・ジェームズ ジェイ・マデュス                               | 3:06 | - Chandelier |
| 15  | "El Tango de Roxanne"              | アーロン・トヴェイト | 3:37 | - Roxanne - Chandelier - Tanguera |
| 16  | "Crazy Rolling"                    | アーロン・トヴェイト カレン・オリヴォ | 5:13 | - Crazy - Rolling in the Deep |
| 17  | "Your Song (Reprise)"              | カレン・オリヴォ アーロン・トヴェイト | 2:38 | - Come What May - Your Song - Heroes - Nature Boy |
| 18  | "Finale (Come What May (Reprise))" | アーロン・トヴェイト | 2:43 | - Come What May - Lady Marmalade |
| 19  | "More More More! (Encore)"         | ダニー・バースティン ジャクリーン・B・アーノルド ロビン・ハーダー ホリー・ジェームズ ジェイ・マデュス リッキー・ロハス タム・ムトゥ サー・ンガウジャ                      | 3:53 | - Lady Marmalade - Hey Ya! - Because We Can - Minnie the Moocher - Bad Romance - What's Love Got to Do with It - Crazy - Galop Infernal |

#### チャートrts
| Chart (2019)     | 順位 |
| ---------------- | ---- |
| US Billboard 200 | 115  |

## 評判

### 批評
ブロードウェイでのプロダクションは、好評を博した。
肯定的な批評には、次のようなものがある。
- 演劇評論家ジョン・サイモンは「飛び散るような華やかさが好きなら、『ムーラン・ルージュ』はあなたのためのショーだ。ミュージカルの原作であるバズ・ラーマン監督の映画以上に、最初から最後まで驚きの連続である。... これは、若い人には成熟した感じを、年配の人には至福の若さを取り戻してくれるショーだ」と絶賛した。[33]
- ニューヨーク・タイムズ紙ベン・ブラントリーはCritic's Pickでこのショーを取り上げて「雲の上のような、自然の高みにある作品」と評した。[34]
- テレグラフ紙ダイアン・スナイダーは舞台美術、振付、衣装を賞賛し「『ムーラン・ルージュ！』は、ブロードウェイの偉大なミュージカルのような深みはないかもしれない。（中略）しかし、楽しくて、調子が良くて、エンターテイメント性があり、それこそが今の私たちに必要なものだ」と語った。[35]
- マッシュエイブルのエリン・ストレッカーは、「これはジュークボックス・ミュージカルの最高傑作であり、色とコーラスとノスタルジアと大胆な再構築のスリリングな爆発である」と述べている。[36]
- タイムアウトのアダム・フェルドマンは、このショーを「贅沢なブロードウェイ・メガミックス」と呼び、「見た目も中身も高価だ」とコメントするなど、肯定的な意見を述べている。[37]

映画からの変更点を評価する批評家もいる。
- USAトゥデイのパトリック・ライアンは、「最近のポップソングの使用は、実際に原作を改善し、登場人物の動機を具体化し、中心となるロマンスを深めるのに役立っている」とコメントしている。[38]
- オブザーバーのデビッド・コートは、「ローガンがオリジナルの脚本に加えた微調整は、適切で必要なものだ」と書いている。[39]

中立的な批評としては次のものがある。
- ローリングストーンのブリトニー・スパノスは、このミュージカルの一貫性のなさを批判したが、ショーのハイエナジーな部分を賞賛した。[40]
- ブロードウェイ・ニュースのチャールズ・イシャーウッドは、「結果的にショーは、フラッシュ、スプラッシュ、メガワットのミュージカルナンバーばかりで、かなり中途半端で確実に陳腐化した感情の核を完全に覆い隠してはいないが、軽快である」と評価している。[41]
- ガーディアン紙のアレクシス・ソロスキーは主役の相性の悪さについてコメントしているが、振付、セット、エネルギー、衣装を称賛し、このショーは「まばゆいばかりの興奮」という点で成功していると述べている。[42]

### 受賞

#### 2018 ボストン公演
| 受賞年 | 賞           | カテゴリー               | 候補者                     | 結果       |
| ------ | ------------ | ------------------------ | -------------------------- | ---------- |
| 2019   | IRNEアワード | 新作ミュージカル作品賞   | 新作ミュージカル作品賞     | 受賞       |
| 2019   | IRNEアワード | 最優秀ミュージカル作品賞 | 最優秀ミュージカル作品賞   | 受賞       |
| 2019   | IRNEアワード | ミュージカル男優賞       | アーロン・トヴェイト       | ノミネート |
| 2019   | IRNEアワード | ミュージカル女優賞       | カレン・オリヴォ           | ノミネート |
| 2019   | IRNEアワード | ミュージカル助演男優賞   | ダニー・バースタイン       | 受賞       |
| 2019   | IRNEアワード | 装置デザイン賞           | デレク・マクレーン         | 受賞       |
| 2019   | IRNEアワード | 衣装デザイン賞           | キャサリン・ズーバー       | 受賞       |
| 2019   | IRNEアワード | 照明デザイン賞           | ジャスティン・タウンゼント | ノミネート |
| 2019   | IRNEアワード | 音響デザイン賞           | ピーター・ヒレンスキー     | 受賞       |
| 2019   | IRNEアワード | ミュージカル演出賞       | アレックス・ティンバース   | ノミネート |
| 2019   | IRNEアワード | 振付賞                   | ソニア・タイエ             | ノミネート |
| 2019   | IRNEアワード | 音楽ディレクター賞       | シアン・マッカーシー       | 受賞       |

#### オリジナル　ブロードウェイ公演
| 受賞年 | 賞                                          | カテゴリー                   | 候補者 | 結果       |
| ------ | ------------------------------------------- | ---------------------------- | --- | ---------- |
| 2020   | トニー賞                                    | ミュージカル作品賞           | ミュージカル作品賞 | 受賞       |
| 2020   | トニー賞                                    | ミュージカル脚本賞           | ジョン・ローガン | ノミネート |
| 2020   | トニー賞                                    | ミュージカル主演男優賞       | アーロン・トヴェイト | 受賞       |
| 2020   | トニー賞                                    | ミュージカル主演女優賞       | カレン・オリヴォ | ノミネート |
| 2020   | トニー賞                                    | ミュージカル助演男優賞       | ダニー・バースタイン | 受賞       |
| 2020   | トニー賞                                    | ミュージカル助演男優賞       | サー・ンガウジャ | ノミネート |
| 2020   | トニー賞                                    | ミュージカル助演女優賞       | ロビン・ハーダー | ノミネート |
| 2020   | トニー賞                                    | ミュージカル演出賞           | アレックス・ティンバース | 受賞       |
| 2020   | トニー賞                                    | 振付賞                       | ソニア・タイエ | 受賞       |
| 2020   | トニー賞                                    | オーケストラ賞               | ジャスティン・リーバイン マット・スタイン ケィティ・クレセック チャーリー・ローゼン | 受賞       |
| 2020   | トニー賞                                    | ミュージカル装置デザイン賞   | デレク・マクレーン | 受賞       |
| 2020   | トニー賞                                    | ミュージカル衣装デザイン賞   | キャサリン・ズーバー | 受賞       |
| 2020   | トニー賞                                    | ミュージカル照明デザイン賞   | ジャスティン・タウンゼント | 受賞       |
| 2020   | トニー賞                                    | ミュージカル音響デザイン賞   | ピーター・ヒレンスキー | 受賞       |
| 2020   | グラミー賞                                  | 最優秀ミュージカルシアター賞 | ダニー・バースタイン タム・ムトゥ サー・ンガウジャ カレン・オリヴォ アーロン・トヴェイト (主要なソリスト); ジャスティン・リーバイン バズ・ラーマン マット・スタイン アレックス・ティンバース (プロデューサー) | ノミネート |
| 2020   | ドラマ・デスク・アワード                    | ミュージカル振付賞           | ソニア・タイエ | 受賞       |
| 2020   | ドラマ・デスク・アワード                    | ミュージカル装置デザイン賞   | デレク・マクレーン | 受賞       |
| 2020   | ドラマ・デスク・アワード                    | ミュージカル衣装デザイン賞   | キャサリン・ズーバー | 受賞       |
| 2020   | ドラマ・デスク・アワード                    | ミュージカル照明デザイン賞   | ジャスティン・タウンゼント | 受賞       |
| 2020   | ドラマ・デスク・アワード                    | ミュージカル音響デザイン賞   | ピーター・ヒレンスキー | 受賞       |
| 2020   | ドラマ・リーグ・アワード                    | ミュージカル作品賞           | ミュージカル作品賞 | 受賞       |
| 2020   | ドラマ・リーグ・アワード                    | パフォーマンス賞             | ダニー・バーステイン | 受賞       |
| 2020   | ドラマ・リーグ・アワード                    | パフォーマンス賞             | カレン・オリヴォ | ノミネート |
| 2020   | アウター・クリティクス ・サークル・アワード | ミュージカル作品賞           | ミュージカル作品賞 | Honoree    |
| 2020   | アウター・クリティクス ・サークル・アワード | ミュージカル男優賞           | アーロン・トヴェイト | Honoree    |
| 2020   | アウター・クリティクス ・サークル・アワード | ミュージカル女優賞           | カレン・オリヴォ | Honoree    |
| 2020   | アウター・クリティクス ・サークル・アワード | ミュージカル助演男優賞       | ダニー・バースタイン | Honoree    |
| 2020   | アウター・クリティクス ・サークル・アワード | ミュージカル装置デザイン賞   | デレク・マクレーン | Honoree    |
| 2020   | アウター・クリティクス ・サークル・アワード | ミュージカル衣装デザイン賞   | キャサリン・ズーバー | Honoree    |
| 2020   | アウター・クリティクス ・サークル・アワード | ミュージカル照明デザイン賞   | ジャスティン・タウンゼント | Honoree    |
| 2020   | アウター・クリティクス ・サークル・アワード | ミュージカル音響デザイン賞   | ピーター・ヒレンスキー | Honoree    |
| 2020   | アウター・クリティクス ・サークル・アワード | ミュージカル演出賞           | アレックス・ティンバース | Honoree    |
| 2020   | アウター・クリティクス ・サークル・アワード | ミュージカル振付賞           | ソニア・タイエ | Honoree    |
| 2020   | アウター・クリティクス ・サークル・アワード | オーケストラ賞               | ジャスティン・リーバイン マット・スタイン ケィティ・クレセック チャーリー・ローゼン | Honoree    |